# São Geraldo do Araguaia
São Geraldo do Araguaia é um município brasileiro no estado do Pará, Região Norte do país. Localiza-se no suldeste paraense, a uma latitude 06º24'03" sul e a uma longitude 48º33'18" oeste, estando a uma altitude de 145 metros. E ocupa uma área de 3 269,541 km². Sua população foi estimada em 24 978 habitantes em 2024.
Forma uma conurbação com a cidade de Xambioá (TO), que fica localizada na margem direita do rio Araguaia.

## História
Fundada em 1952 por garimpeiros e exploradores de bertholletia excelsa e bauxita oriundos da margem direita do rio Araguaia onde fica a cidade Xambioá. Inicialmente o vilarejo se formou na desembocadura do rio que leva o nome da cidade de Xambioá no diminutivo, como assim foi chamada a nova cidade de Xambioazinho
Posteriormente veio a ser chamada de São Geraldo em homenagem ao filho do dono das terras da região que se chamava Geraldo; o mesmo doou a área com esse propósito.
A localidade foi um dos teatros da Guerrilha do Araguaia, o maior conflito militar em território brasileiro no século XX.

## Geografia
Localiza-se a uma latitude 06º24'02" sul e a uma longitude 48º33'18" oeste, estando a uma altitude de 145 metros. Sua população estimada em 2024 era de 24.978 habitantes. Próximo a esse município localiza-se a Serra das Andorinhas, com uma área de 60 mil hectares abrigando várias cavidades geológicas, como cavernas e grutas. Sendo habitada por povos antigos que deixaram seus rastros em pinturas rupestres e cerâmicas.

## Infraestrutura

### Acessos
O município é cortado pelas rodovias BR-153 e PA-477, que dá acesso tanto ao estado do Tocantins, quanto aos municípios limítrofes no estado do Pará.
O acesso ao estado do Tocantins ainda é feito por balsas, visto que não há pontes para a travessia no rio Araguaia; a ordem de serviço para construção de uma ponte foi assinada pelo governo federal em setembro de 2017.

### Educação
A única universidade pública com polo no município é a Universidade Federal do Sul e Sudeste do Pará, que oferta a graduação intervalar de Sistemas de Informação.